# Parlatoria machilicola
Parlatoria machilicola är en insektsart som beskrevs av Takahashi 1933. Parlatoria machilicola ingår i släktet Parlatoria och familjen pansarsköldlöss.
Artens utbredningsområde är Taiwan. Inga underarter finns listade i Catalogue of Life.